# Susy de Pompert
María Mercedes de Pompert, conocida popularmente como Susy de Pompert (n. 9 de diciembre de 1969, San Miguel, Provincia de Corrientes), es una cantautora argentina de chamamé, activista de derechos humanos y maestra rural. Es reconocida en el ambiente cultural por su producción artística como cantante de chamamé, un género bailable de amplia difusión en el Nordeste argentino, a través del cual también lleva adelante una campaña de concientización y lucha contra la violencia de género, bautizada como Brazos Fuertes. Con la misma, alcanzaría un gran reconocimiento a nivel regional y su tarea sería reflejada por medios nacionales.
En su familia, algunos miembros tienen una amplia identificación con el género del chamamé, habiendo conformado en su momento el dúo Hermanos de Pompert, junto a su hermano Guillermo. Al mismo tiempo, es madre de la también cantante Florencia de Pompert, quien en el año 2015 fuera seleccionada como "Reina de la Fiesta Nacional del Chamamé", en una elección histórica, dado que se realizó en el contexto de la celebración de los 25 años del mencionado Festival.

## Biografía

### Primeros años
Nacida en la localidad correntina de San Miguel, iniciaría su carrera a temprana edad compartiendo con su hermano Guillermo De Pompert, las animaciones de eventos familiares y escolares. Sus continuas presentaciones, les daría pie a iniciarse definitivamente en el canto, formando el dúo de los "Hermanos de Pompert". Bajo este seudónimo, Susy y Guillermo harían su gran presentación en el Festival del Chamamé Tradicional, de la localidad de San Miguel, en el año 1987 donde obtuvieron el título en la categoría "Dúo Vocal". En ese mismo año, probarían suerte en la Pre-Fiesta Nacional del Chamamé, repitiendo el éxito en la misma categoría. El suceso del dúo los llevaría a ampliar sus horizontes, lanzándose al canto profesional en el año 1992, donde lanzaría su primer trabajo discográfico, al cual bautizaron "Por un nuevo camino". Esta producción independiente, incluiría distintos clásicos chamameceros como "Cañada Fragosa", "Vendrás un día" y "Ajhá Potama", como así también nuevas obras como "Don Panta Ledesma" de su autoría, o "Carta para una guayna pueblera" de Mateo Villalba.

### Carrera
A partir de ese momento, emprenderán juntos diversas presentaciones en su provincia. En agosto de 1992 graban su primer casete: “Un Canto de Amistad”. Al año siguiente, se presentan en “El Gran Debut”, programa televisivo que se emitía en la entonces Argentina Televisora Color (hoy Canal 7, la TV Pública) y en diversas peñas de Capital Federal.
En 1995 llega su segundo casete “Cuando canta mi silencio”. Junto a su hermano seguirán participando en festivales y programas de Radio y Televisión en su provincia de origen. 
En 1.998 radicada como docente en Santa Rosa (Ctes.) organiza una delegación cultural (danza y canto) con jóvenes de la localidad y se presentan en el Festival de la Tradición de San Miguel, Ctes.
En mayo de 2005 forman parte del Evento “Simplemente Chamamé” (Baccón-Artaza Producciones) invitados por “Los Giménez” en el estadio Luna Park (Ciudad Autónoma de Buenos Aires - Argentina).
En diciembre de 2005 Susy gestiona la sub-sede "Pre-Federal" del Festival Nacional del Chamamé de Federal, Entre Ríos, realizándolo con éxito en su pueblo San Miguel, Corrientes. Seguidamente asume como Directora de Cultura del Municipio de su Pueblo, renunciando a los 6 meses para radicarse en la ciudad capital. El año siguiente, (2006) abre otra brecha en su carrera y, se realizan las últimas presentaciones del dúo.
En 2007 Susy comenzará su etapa de carrera  “solista”, acompañando y apuntalando a los inicios de Florencia, su hija, también “cantora”. En junio de 2009 comienza a grabar su 1.º disco sola. En noviembre de 2012 decide realizar el clip “Corrientes dice No a la Violencia contra la Mujer” junto a la arpista Marta Carrara, Germinal Teatro, estudiantes de Comunicación Social y Gobierno Provincial. La realización de éste clip "fue el puntapié inicial para sacar lo que tenía atragantado en el alma, el haber sido durante 11 años víctima de violencia de género", por parte del padre de su único hijo varón. En enero de 2013 y en la Fiesta Nacional del Chamamé de la ciudad capital, denuncia presentando su “historia cantada”, encargada especialmente al Músico Ricardo Gómez, quien compone 'Sueños rotos'. Así nace el -Espectáculo Temático “Brazos fuertes” Contra la violencia de género que es llevado a distintos puntos de su Provincia. El que luego se convierte en un “Movimiento Social y Cultural” realizando intervenciones en las calles, en los barrios para terminar bosquejando su propia fundación, la Fundación Brazos Fuertes, que también incorpora la diversidad sexual y la lucha por sus derechos.
Desde mediados del año 2013 Susy viene convocando artistas y grabando un Disco Temático, cuyo único fin es ayudar a Refugios y Merenderos, haciéndoles entrega de 1.000 copias a cada uno, una vez conseguido el financiamiento para poder concretarlo.
La mayoría de los temas están siendo grabados en la ciudad de Corrientes, por músicos y artistas de diversos géneros, otros fueron aportados, ya grabados para integrar el disco, del cual participan además de Susy de Pompert (productora), “Fictio” (Rap); Luis Moulin (exintegrante de Los Alonsitos); Florencia de Pompert y María Inés (jóvenes cantoras correntinas); Patricia Gómez (cantora santafesina); Cuti Carabajal; Teresa Parodi, Rafael Amor, Joselo Schuap (Misiones); y No Te Va Gustar (Uruguay).
Susy acaba de participar como invitada en los discos de “Cuti y Roberto Carabajal Volumen III”; “Patricia Gómez” (Reconquista-Sta. Fe) y “Diego Gutiérrez” (Bandoneonista Correntino Ganador de “Talento Argentino”). Desde septiembre de 2014 y convocada por la ministra de Cultura de la Nación Teresa Parodi, Susy y sus “Brazos Fuertes” recorre el país cantando desde la Libertad y por una Argentina sin Violencia.
Desde septiembre a diciembre de 2014 y convocada por la ministra de Cultura de la Nación Teresa Parodi, Susy y sus “Brazos Fuertes” recorre el país cantando desde la Libertad y por una Argentina sin Violencia.-
En abril de 2015 invitada por la cantora santafecina Patricia Gómez es parte, en el Teatro Español de la ciudad de Reconquista (Santa Fe), de la presentación del CD “Piel de río” de la citada artista. También realiza charlas con el alumnado de la EFA La Sarita, acerca de la concientización de la violencia, violencia en el noviazgo.
```
En Julio realiza el lanzamiento de su primer disco solista “TIERRA DESNUDA” en el que debuta como cantautora, con “Whisky y un beso” y “Elegirnos”, ambos con música de Aldy Balestra. Éste material discográfico producido por CRYSTAL MUSIC de Carlos Klavins (Bs. As.) es postulado como ”Mejor Álbum Artista Femenina del Folklore” de los Premios Gardel 2016, Es el premio más importante de la música en Argentina, y el jurado está integrado por músicos, periodistas y otros medios de comunicación, productores de espectáculos, ingenieros de sonido y personalidades vinculadas a la música. 
```

Realiza presentaciones de su disco en su pueblo natal y en la Cátedra Chamamé de la UNNE, siendo declarado de Interés Cultural por la misma UNNE y por el Ministerio de Turismo de la provincia.
```
Alterna dando Charlas de concientización sobre violencia en colegios y centros comunitarios de capital e interior y suma su voz y mensaje al festival “Ni Una Menos”.
```

En octubre canta junto a Florencia de Pompert en la presentación del CD “Martha del Palmar”, homenaje a la poeta Martha Quiles del cual fueron parte otras cinco cantoras, en el Teatro Vera.
En 2016 es convocada por el Municipio de Ctes. a presentarse en la Feria del Libro e invita a niñ@s cantores: Guido Encinas, Victoria Ledesma y Santi Meza Urquídez, participa del Encuentro Nacional de Mujeres en la ciudad de Rosario (Santa Fe) cerrando con un show en la Peña “El Aserradero”, acompañada por Uli Basualdo (guitarra) y Dany Aguirre (acordeón).
En abril de 2017 presenta Brazos Fuertes para los Colegios Secundarios y su disco TIERRA DESNUDA en Cine Teatro ÖPERA de Paso delos Libres (Ctes.) invitando a las cantoras Aracely Da Silva y Silvina Escalante.
```
En octubre, canta en el Concierto de Marta Carrara, convocada por la arpista, en la Casa de las Culturas de la ciudad de Resistencia (Chaco), y en diciembre celebra sus 30 años de carrera con un gran evento “30 años no es todo” en el Museo de Ciencias Naturales de la capital de Ctes. Allí y a la vera del río Paraná, entrega una particular presentación con un intenso recorrido de su vida musical 
```

junto a invitad@s: Las Hnas. Vera, Marta Carrara, Guillermo y Florencia de Pompert, Lilia Godoy, Federico García, Christian Giménez y Nino Ramírez.
En febrero del 2018 se presenta en el Festival del Yatay de la localidad de Mantilla en su provincia, el 8 de marzo participa del Festival Internacional de Poesía y Arte “Grito de Mujer” en la ciudad de Salta, presentando sus canciones con compromiso social junto a Florencia de Pompert (voz) y Gustavo Soto (guitarra).
En enero de 2019 regresa al escenario de la Fiesta Nacional del Chamamé en el Anfiteatro Cocomarola, con el especial acompañamiento de Milagros Caliva en bandoneón e invita a las Guaynará, grupo de percusión de mujeres para cerrar su actuación. 
https://www.youtube.com/watch?v=_rY-aY_ZmWQ https://www.youtube.com/watch?v=qzD1dvfa0mg
En febrero es parte del Festival del Auténtico Chamamé Tradicional de la localidad de Mburucuyá, y la Fiesta Provincial del Verano de Caá Catí, oportunidades en que presenta a la joven cantora Luli Fernández. 
Presenta su show en la Peña “Misionero y Guaraní” del músico Joselo Shuap en Posadas (Misiones), y una gira de prensa por numerosos medios de la vecina provincia, junto al guitarrista formoseño Chapu Domínguez.
El 9 de marzo en el Bar-Café El Mariscal de la capital correntina presenta “Mujerío” visibilizando a las jóvenes cantoras Luli Fernández, Victoria Zaracho, Candela Wiedmann y Mariel Pucheta. 
Participa del Homenaje a la Mujer en el Museo de Bellas Artes como integrante del movimiento Mucha’s. Canta en el Festival “San José” de la localidad de Saladas, con Luli Fernández de invitada. 
Canta en las escalinatas del Teatro Oficial Juan de Vera (Ctes.) acompañando la Muestra CORRIENTES 
SOÑADORA de la Diseñadora correntina Alicia Pintos (tejido en bastidor), luciendo una prenda exclusiva y formando parte del desfile. 
Se repiten estas presentaciones en Casa Iberá, Paseo de la Costanera y Museo Bonpland.
En mayo es convocada por Cultura de la Nación a ser parte del Festival de Mujeres “Más Género”, en el Museo de Arqueología y Antropología, Ex Casa Martínez en el que invita a Luli Fernández.
En el mes de julio junto a las Mucha’s presentan charla expositora en la Cátedra Chamamé de la UNNE.
En agosto lleva su Espectáculo Brazos Fuertes a la ciudad de San Roque, en la jornada de “Mujeres: Noche de Inclusión”, mostrando las obras de congéneres escritoras comprometidas con la causa.
En noviembre es convocada por el Municipio de San Roque para brindar una charla de concientización sobre Violencia en el noviazgo, acoso y abuso a jóvenes del nivel secundario.
El 12 de diciembre, desde la Fundación Brazos Fuertes, homenajean a Teresa Parodi con el Conversatorio Musical EL CANTO QUE NO CESA. Junto a Susy, las Cantoras Florencia de Pompert, Irma Solis y Mariel Pucheta; la Escritora Susana Piñeyro Talita Traveler, la Presentadora Fermanelli Paola, en Danza: Lilia Eva Godoy, Eldy Domínguez y otras bailarinas; l@s artesan@s Alicia Pintos y Nelson Aguirre. Ocasión en la que la Universidad de la Cuenca del Plata de Corrientes capital, declaró Maestra de la Cultura Honoris Causa a la Artista Correntina.
En enero de 2020 Susy repite el homenaje a Teresa junto a sus compañeras cantoras del Conversatorio, en el Anfiteatro Cocomarola de la Fiesta Nacional del Chamamé.
En abril y ya en tiempos de pandemia graba el video del chamamé PALOMA HERIDA para la campaña #lamúsicanoshacebien generada por SADAIC en su canal de YouTube. https://www.youtube.com/watch?v=jgmU3vim_UE
```
Ese mismo mes comienza desde la fundación, la producción del vídeo colectivo que juntó a 22 artistas de once provincias argentinas cantando “Mujer entera”, de Omar Cerasuolo y Teresa Parodi.
```

Después de que la locutora Paola Fermanelli recita un fragmento de “La canción es urgente”, también de Parodi, se desata la música en la que toman parte las correntinas Teresa y Susy, además de Valeria Gómez, Laura Ortiz y Mariel Pucheta.
La nómina incluye a las entrerrianas Marcia Müller (acordeón y arreglos), Miriam Gutiérrez (bandoneón), Maru Figueroa (guitarra) y Nadia Ojeda (guitarrón), a la bandoneonista porteña Susana Ratcliff y a las cantantes Nancy Pedro (Tucumán) y Eugenia Mur (Jujuy).
Desde Misiones se suman las voces de Anahí Giménez y Susana Villalba, Lira Verá desde Río Negro aporta el piano de Silvana Rojas y hay cantos de la santafesina Patricia Gómez, la chaqueña Alejandra Zacarías y la formoseña Anita Carrizo, a quienes desde Córdoba se suma Anatema (Dani Medrano en guitarra y Caro Rabe y Bel Corzo en voz).
https://www.youtube.com/watch?v=H3OgY7m_dKY
Es convocada a integrar la colectiva nacional LAS CUMPARSITAS de Mujeres Músicas Autoras y Compositoras, participando del primer festival vía streeming y del tercero VIVAS NOS QUEREMOS.
Interviene como invitada en videos de la colectiva, en “Canción de Luna Costera” para el homenaje virtual a Linares Cardozo en Cosquín, junto a Patricia Gómez, Marcia Müller y otras, y en “Triunfo de Las Descentradas” celebrando el voto femenino, video realizado en pandemia con 37 cantautoras y compositoras argentinas, integrantes de la colectiva Las Cumparsitas, junto a bailarinas de distintas ciudades del mundo, que homenajea y visibiliza la lucha de las mujeres que bregaron por el voto femenino en Argentina (desde Julieta Lanteri hasta Eva Perón).
Sus autores son María Eugenia Díaz (fundadora de la colectiva) y Jorge Luis Carabajal.
Participan: Fabiana Cantilo, Lilian Saba, MED, La Charo, Verónica Condomí, Roxana Carabajal, Mariela Carabajal, Inés Bayala, Irupè Tarragó Ros, Yamila Cafrune, Ini Ceverino, Carilina Peleritti, Tormenta, Silvia Bruno, Paula Suárez, Viviana Pozzebón, Soles y Lunas, Abril Cantilo, Menta Sáez, Fernanda Dupuy, Bárbara Palacios, Mica Farías Gómez, Gabriela Centeno, Maritè Berbel, Betania Diaz, Lucia Ceresani, Ana Jorgelina Sotelo, Nancy Pedro, Gaviota de Martelli, Susy de Pompert, Sara Mamaní, Perla Argentina Aguirre y Diana Maria y la payadora Marta Suint.
https://www.youtube.com/watch?v=yEN1xadG0UU
El 19 de agosto junto a Luisa Calcumil, artista mapuche, abordan distintas temáticas vinculadas a la mujer en la cultura, en un Conversatorio Virtual organizado por la Dirección de Derechos Humanos en Cultura del Ministerio de Cultura de la Nación, de forma gratuita a través de la plataforma Formar.Cultura.
También forma parte de la grilla del festival virtual CHAMAMÉ, NUESTRA CAÑA CON RUDA y en septiembre del homenaje post mortem a RAMONA GALARZA, en mismo formato y ambos organizados por el Instituto de Cultura de la Provincia de Corrientes.
https://www.youtube.com/watch?v=14HsmLfiG64 https://www.youtube.com/watch?v=YR-jbNUOSWI&t=3393s
Octubre - Entrevista programa "Magazine12" Radio Nacional de Paso de los Libres 
https://www.radionacional.com.ar/con-3-anos-me-subia-a-un-banquito-en-el-patio-y-me-anunciaba-a-mi-misma/
En noviembre se hace presente en la Muestra y Festival “FEDERALES: Arte y Género”, invitada por la Diputada Nacional Jimena López, de la Dirección General de Cultura de la Cámara de Diputados de la Nación, a fin de propiciar a través de las manifestaciones artísticas, la integración de la cultura nacional y la igualdad de género, recibiendo un Diploma de Reconocimiento a su trabajo con perspectiva de género.
En diciembre y en su pueblo natal ofrece un show en vivo y transmitido por streeming y por la emisora local Iberá FM, desde el Patio Cervecero su “ALMACÉN DE CANCIONES”, en el cual celebra sus 33 años de música.
En mayo de 2021, nuevamente en su pueblo, presenta el proyecto MUJER PATRIMONIO. Lo hace junto a la Diseñadora Alicia Pintos, y durante dos días consecutivos realizan en El Patio Cervecero Ferias con otr@s emprendedor@s y música en vivo con cantor@es invitad@s.
Participa en modo virtual (You Tube, Facebook) con la temática violencia de género “Vivas nos queremos”, de las CONVERSACIONES EN PIJAMAS con Rakel Cadavid, Cantautora y Empresaria Colombiana residente en México, y Patty Musiet, Psicóloga Chilena radicada en Miami.
https://www.youtube.com/watch?v=wVqEQwrcZO8&t=53s
Invitada presencial en el programa “Pao de tarde” de Paola Fermanelli por Fm Nexo Ctes.
Intervención telefónica en los programas “Chamamé: bajo la enramada guaraní” por Tranquila La Iguana Radio (Rosario – Santa Fe), y “Música de Mujeres” 4.ª temporada por Radio Universidad 92.9 (Santiago del Estero), y Radio Horacio Guaraní.
Es entrevistada por Gustavo Altamirano en su programa de Canal 5tv de Radio Sudamericana (Ctes), ALTA NOTA “Mujeres de Brazos Fuertes”.
https://www.youtube.com/watch?v=xdY0_d6UbSk
Integra la cartelera del Festival de Invierno del Chamamé (virtual), formato dúo con Gustavo Soto, abordando un repertorio sobre las niñeces.
https://www.youtube.com/watch?v=n3g2zsNMZUU
Se expone su obra UN WHISKY Y UN BESO” (letra Susy de Pompert, música Aldy Balestra), en el Museo del Chamamé y Carnaval CASA ÑANDEREKÓ de la ciudad de Corrientes, a través de trabajos de Estudiantes del 1.er año de la carrera de Diseño Gráfico de la Universidad Nacional del Nordeste, gestionados en su momento por el movimiento Mucha’s.
Ricardo Rocha Gauto la entrevista para su programa ESTE ES EL MOMENTO de canal Gigared.
Es parte del desfile Iberá Chik en Plaza 25 de Mayo de Corrientes, modelando túnica y accesorios de Bohemia Taragüí de la diseñadora correntina Laura Custidiano.
Impulsora de los talleres culturales virtuales LA MATRIA DEL CHAMAMÉ, crea este espacio de construcción colectiva para mujeres y disidencias, abordando el chamamé y las afrodescendencias con perspectiva de género, tomando como pareja pedagógica para ello a Macarena López Leyes. Es dictado de octubre a diciembre de 2021 y cuenta con el respaldo de Derechos Humanos en Cultura del Ministerio de Cultura de la Nación.
Notas de Prensa “La Matria del Chamamé”:
https://www.telam.com.ar/notas/202110/573291-el-despertar-de-las-mujeres-y-diversidades-que-decidieron-interpelar-al-chamame-en-clave-de-genero.html#:~:text=%22La%20Matria%20del%20Chamam%C3%A9%22%20es,taller%20que%20cuenta%20con%20el
http://www.lavozdesanjusto.com.ar/noticias/articulo/el-despertar-de-las-mujeres-y-diversidades-que--decidieron-interpelar-al-chamame-en-clave-de-gener-113961
https://m.facebook.com/CulturaNacionAr/photos/a.1096919190330187/4587727777915960/?type=3&source=48
https://www.notaalpie.com.ar/2021/10/01/la-matria-del-chamame-un-espacio-de-apertura-cultural/
https://www.eldiarioar.com/espectaculos/triangula-vivo-taller-feminista-chamame-lorena-astudillo_1_8313395.html
https://www.ellitoral.com.ar/corrientes/2021-9-23-1-0-0-taller-virtual-la-matria-del-chamame-inscripciones-hasta-el-29-de-septiembre
Es invitada por Demir Hannah a su presentación en el Senado de la Provincia de Corrientes, y cantan juntas “Pedro Canoero” de Teresa Parodi.
Cursa el Taller Virtual "Canto con Caja" de la Dirección de DDHH en Cultura de Nación a cargo de lQs Profesores Martu Lafuente y Hugo Rodríguez de Tucumán (AR), obteniendo el Certificado del mismo.
Enero 2.022 lleva su música a la Cárcel de Mujeres "Instituto Pelletier" y pone en el escenario de la Fiesta Nacional del Chamamé "La Matría del Chamamé", presentando a Paola Fermanelli y sus Poemas de Autora e invita a Demir Hannah. En el mes de febrero participa activamente en colectas por los incendios acontecidos en su pueblo natal, San Miguel, Corrientes. El 13 de Marzo es convocada por la Dirección de la Mujer, Género y Diversidad de la Municipalidad de Paso de los Libres (Ctes.) al evento por el Día Internacional de la Mujer. En Mayo integra la Colección "Nosotras" de la Diseñadora Susana Coronas "La Araña".
El 18 de Junio es parte del "Ciclo Mujeres Creadoras de Música" en el Cabildo de la Ciudad de Buenos Aires, AR. organizado por la Colectiva Las Cumparsitas Asociación Civil e IMTAMA. 
El 6 de Julio y con duración de 3 meses, inicia la segunda edición de su Taller "La Matria del Chamamé" del Programa "Talleres de Derechos Humanos en la Cultura" de la Dirección de DDHH en Cultura dependiente del Ministerio de Cultura de la Nación, en formato presencial en "Kandanga Casa Cultural" de la ciudad de Resistencia (Chaco).
El 8 de Julio organizado en forma conjunta entre su Campaña "Brazos Fuertes" y la Campaña "Nunca más a mi lado" dl grupo uruguayo de rock No Te Va Gustar y dentro del proyecto "UN CONCIERTO, UNA OPORTUNIDAD" de la reconocida banda, se realiza en la Ciudad de Corrientes una Charla Abierta y luego un Taller para Adolescentes y jóvenes de Noviazgos sin violencias desarrollado por la Andrea Tuana y la banda completa de NTVG. Cabe destacar que Susy desde el año 2.013 articula acciones con NTVG.
En Agosto realiza una Producción para la Marca Alicia Pintos. 
```
El 7 de septiembre de 2022 en la Ciudad de San Roque, Corrientes, Argentina, cierra con sus canciones de "Brazos Fuertes" la Mesa Federal en el marco de Presentación del Plan de Acción Nacional contra la violencia basada en género 2022-2024, organizada por la Municipalidad.
```

7 y 8 de Octubre participa de la Expo Moda ArBra 2022 en Uruguaiana (Brasil), invitada por el Consulado Argentino en Uruguaiana. El 15 del mismo mes canta "Brazos Fuertes" en Acto Día de las Madres convocada por la Municipalidad de San Miguel, Ctes. El 10 de Noviembre es invitada al Fogón Radial "Ñande Ñuviti" de Dorado FM. 
2023- el 8 de Enero integra la grilla del 19° Festival del Taninero - 12° Fiesta Provincial del Chamamé de Puerto Tirol, Chaco, iniciando así la celebración de sus 35 Años de trayectoria profesional y 10 de su Campaña Brazos Fuertes" diciendo no a las violencias.
19 de Enero programa televisivo "La previa de la fiesta" por T5 Satelital.
22 de Enero en la Fiesta Nacional del Chamamé "El Camino - 35 Años" es la muestra musical escénica con la Cantora invitada Patricia Gómez, de Reconquista, Santa Fé. Siempre sosteniendo lo regional el vestuario corresponde a la Diseñadora Pamela Báez de la Marca Báez de Autor de Corrientes, Capital.
El 25 de Febrero celebra su camino con un gran Concierto público y gratuito en la Plaza Central de San Miguel, Corrientes, su pueblo natal. Del mismo participan artistas que acompañaron el festejo: María Berta Enrique, Erika Mbaruqué, Dúo Hnos. de Pompert y desde Resistencia (Chaco) "Las Guaynas Porá".
El 24 de Marzo canta en el Festival cierre de la Marcha de la Memoria del 24 de Marzo, organizado por la Dirección de Derechos Humanos de la Municipalidad de Paso de los Libres, Ctes. y la Asociación Civil Memoria, Verdad y Justicia.
Nota periodística en el programa "Conectadas con voz" Radio Nacional Paso de los Libres.
13 de Julio, en el marco de la XIII Feria Provincial del Libro, es invitada por su autor a la mesa de presentación de "Viracambota. Chamamé, canción política" del periodista Paulo Ferreyra, en cuya obra se cuentan vidas y obras de artistas con fuerte compromiso social, entre quienes está Susy. Este libro llega de la mano de Eudene, editorial de la Universidad Nacional del Nordeste. 
Agosto - inicia grabación de "Mujer interior" (letra de Susy de Pompert - música de Gaviota de Martelli). Grabación en vivo de disco por sus 35 años.
Nota de Agencia Télam:
https://cablera.telam.com.ar/cable/espectaculos/1440105/cumplio-35-anios-de-carrera-susy-de-pompert-la-cantora-del-chamame-con-mirada-de-genero
https://agenciafoco.com.ar/detalle_noticia/la-cantora-correntina-susy-de-pompert-cumplio-35-anos-de-carrera
Octubre - Entrevista Radio Nacional Santa Fe, programa "Causas Urgentes" 
https://www.radionacional.com.ar/susy-de-pompert-la-musica-fue-la-que-me-encontro-a-mi/
Se Diploma en "Gestión de proyectos culturales en clave regional y sostenible" en la UNCAUS - Universidad Nacional del Chaco Austral, Universidad Pública de Presidencia Roque Sáenz Peña, Chaco, AR.

## Discografía

### Con el Dúo De Pompert
- Un Canto de Amistad (1992)
- Cuando canta mi silencio (1995)

### Como solista
- Brazos Fuertes, espectáculo temático sobre concientización y lucha contra la violencia de género. (2012)[12]
- Tierra desnuda (2015)[13]